# Joanet
|  | Per a altres significats, vegeu «Joanet (mitologia)». |

Joanet és una entitat de població d'Arbúcies. El petit nucli de Joanet està situat al nord del terme, prop de Sant Hilari Sacalm.
Està documentat des del segle ix (866 i 899) i la seva església parroquial, dedicada a Sant Mateu, va ser sufragània de la de Sant Hilari fins al segle xv. Té només un grapat de cases, agrupades en un parell de carrers, i alguns masos dispersos. La major part d'elles conserva elements antics, dels segles XVII, xviii i xix.

## Història
El lloc de Joanet apareix documentat per primera vegada al 886, en canvi la vila de Joanet s'esmenta més tard, al 931. L'església parroquial s'adscriu des del 942 com a sufragània de Sant Hilari fins al segle xiii en l'aspecte civil, i fins al segle xv en l'aspecte eclesiàstic. Al segle xiii, a causa del domini de la casa dels Cabrera, es va unir a la jurisdicció del castell de Montsoriu, a la batllia de n'Orri. Per això s'integrà modernament a la batllia general d'Arbúcies. Al segle xiv el monestir de Sant Pere Cercada en tenia la senyoria. Segurament ja feia més d'un segle que aquest monestir tenia possessions en la parròquia de Joanet, com també en tenia el monestir de Sant Salvador de Breda.
Joanet va ser ajuntament independent un cop abolit l'antic règim senyorial, el primer terç del S. XIX. El 1846, però, el seu terme va ser incorporat al municipi d'Arbúcies, que ja havia incorporat des d'un primer moment Cerdans.
Té 60 habitants en època de vacances d'estiu, però durant l'hivern ronda els 20. Té grans plantacions de diferents conreus i boscos, i s'hi fan rutes amb quads, motocicletes i bicis.

## Patrimoni monumental
Elements inclosos en l'Inventari del Patrimoni Arquitectònic Català:
| Monument                                                       | Protecció | Estil/època                       | Localització                           | Coordenades                                        | Codi?     | Imatge                                                                                  |
| -------------------------------------------------------------- | --------- | --------------------------------- | -------------------------------------- | -------------------------------------------------- | --------- | --------------------------------------------------------------------------------------- |
| Ermita del Nen Jesús de Praga                                  |           | Historicisme XX (1911)            | Arbúcies Roca d'en Pla, Joanet         | 41° 52′ 12″ N, 2° 31′ 36″ E / 41.86998°N,2.5266°E  | IPA-26648 | Carregueu una nova foto d'aquest monument                                               |
| Mas Duell, o Masduell                                          |           | Obra popular XIX, XX              | Arbúcies Roca d'en Pla, Joanet         | 41° 52′ 12″ N, 2° 31′ 19″ E / 41.87007°N,2.52207°E | IPA-26649 | Carregueu una nova foto d'aquest monument                                               |
| Església de Sant Mateu de Joanet                               |           | Romànic, historicisme X, XVII, XX | Arbúcies Pl. de la Rectoria, Joanet    | 41° 50′ 38″ N, 2° 31′ 39″ E / 41.84397°N,2.52748°E | IPA-26652 | Església de Sant Mateu de Joanet (Arbúcies) · Carregueu una nova foto d'aquest monument |
| Font pica de la plaça de Joanet                                |           | Obra popular XIX Final, XX        | Arbúcies Pl. de Catalunya, Joanet      | 41° 50′ 37″ N, 2° 31′ 41″ E / 41.84355°N,2.528°E   | IPA-26653 | Font pica de la plaça de Joanet (Arbúcies) · Carregueu una nova foto d'aquest monument  |
| Ca n'Aulet, o l'Aulet                                          |           | Obra popular XVII, XIX            | Arbúcies Joanet                        | 41° 50′ 25″ N, 2° 30′ 49″ E / 41.84037°N,2.51351°E | IPA-32708 | Carregueu una nova foto d'aquest monument                                               |
| Cal Fuster                                                     |           | Obra popular XVII                 | Arbúcies Pl. de Catalunya, 12, Joanet  | 41° 50′ 36″ N, 2° 31′ 41″ E / 41.84344°N,2.52802°E | IPA-32709 | Carregueu una nova foto d'aquest monument                                               |
| Castell d'en Roca, o Mas de la Roca, Castell Marsans, Can Roca |           |                                   | Arbúcies Roca d'en Pla, Joanet         | 41° 51′ 59″ N, 2° 31′ 12″ E / 41.86632°N,2.52012°E | IPA-32771 | Carregueu una nova foto d'aquest monument                                               |
| El Molí de Riudecòs                                            |           | Obra popular XVIII                | Arbúcies Riudecòs, Joanet              | 41° 51′ 14″ N, 2° 30′ 41″ E / 41.85384°N,2.51145°E | IPA-32825 | Carregueu una nova foto d'aquest monument                                               |
| Serrahima, o Serraïma                                          |           | Obra popular XIX                  | Arbúcies Joanet                        | 41° 50′ 39″ N, 2° 32′ 21″ E / 41.84417°N,2.53906°E | IPA-32826 | Carregueu una nova foto d'aquest monument                                               |
| Molí de Ca n'Aulet                                             |           | Obra popular XVI, XX              | Arbúcies Joanet                        | 41° 50′ 31″ N, 2° 30′ 55″ E / 41.84181°N,2.51522°E | IPA-32847 | Carregueu una nova foto d'aquest monument                                               |
| Ca l'Iglésies                                                  |           | Obra popular XVIII, XX            | Arbúcies Joanet                        | 41° 50′ 39″ N, 2° 31′ 33″ E / 41.8441°N,2.52583°E  | IPA-32852 | Carregueu una nova foto d'aquest monument                                               |
| La Rectoria de Joanet                                          |           | Obra popular XVII, XX             | Arbúcies Pl. de la Rectoria, 5, Joanet | 41° 50′ 38″ N, 2° 31′ 40″ E / 41.84388°N,2.52784°E | IPA-32863 | Carregueu una nova foto d'aquest monument                                               |